# ノーパン
ノーパンとは、パンツを着けていないことである。「ノー・パンツ」または「ノー・パンティー」の略称で、下半身に下着を着けていない状態を指す。

## 日本においてのノーパンの歴史
元来、日本の伝統的な着物では、主に男性の下着としては「ふんどし」「下帯」などという男性器を隠すものが存在したが、女性の下着は「腰巻」「湯文字」と言って文字通り腰のまわりを巻く布であり、女性器を直接に覆うものではなかった（とはいえ和装の場合は襦袢などを重ね着するため、着物がめくれても女性器が露出することは、あまりない）。すなわちパンツは存在しておらず、そのため、ノーパンは昭和初期まで一般的に定着していた。
また一部の好事家の間では、下着やその着用状態に対する（ノーパンも含む）性的興味の固着も見られる。その一例に、1980年頃よりノーパン・ミニスカート、場合によってはその上さらにトップレスで乳房を露わにした女性店員が客を接待するノーパン喫茶が大人気・話題となり、また、1998年頃にはノーパンしゃぶしゃぶなどでの大蔵省官僚に対する接待も社会問題となった。
アダルトビデオでは、AV女優がノーパンの女子高生や女教師などに扮して男子生徒や教師がスカートの中から覗く女性器に興奮して性行為する企画物も多い。
「睡眠時に下着を着けずに寝る」という、ノーパン健康法なるものが提唱されたことがある。

## ファッションとしてのノーパン
日本においてはショーツラインが出ることを避けるために、ノーパンで衣服を着用する場合がある。特に、和服（着物・浴衣）は洋装のための下着（パンティーやブラジャー）の着用を前提としていないため、和装の際にノーパンが奨励される場合がある。

## 関連する言葉
ボトムレス
下着だけでなく、ズボンやスカートなどを含め下半身に何も身につけていない状態を指す。
（ぱんつ）はいてない
創作物において局部の直接的な露出をしない形で素肌をさらしつつ、下着に当たるものを穿いていないかのように見せる描写およびスラング。

## 芸能人との関係
- アメリカ合衆国の俳優ジョニー・デップは、普段はノーパンだと公言している[6]。
- アメリカ合衆国出身の女優シャーロット・ケイト・フォックスは、日本のトーク番組『徹子の部屋』（テレビ朝日）に出演した際、小学生の時にノーパン通学で退学処分を受けて転校したというエピソードを披露している[7]。
- 2000年代頃よりスポーツ新聞やWebニュースにて、プロ野球の始球式に女性芸能人が出場した記事に「○○（名前）ノーバン」（ノーバウンド）という、「ノーパン」との意図的な誤読を狙った見出しが氾濫しており、嫌悪感を持つ者も多い[8]。